# أرجيريس كامبوريس
أرجيريس كامبوريس (باليونانية: Αργύρης Καμπούρης)‏ مواليد 24 يناير 1962 في أستيباليا، اليونان، هو مدرب كرة سلة يوناني ولاعب سابق. بدأ مسيرته الاحترافية في سنة 1978. يبلغ طوله 6 قدم 9.5 بوصة (2.1 م). حقق المركز الأول في بطولة أمم أوروبا لكرة السلة 1987. اعتزل اللعب في 1996.

## الميداليات
| الميدالية | المسابقة                         |
| --------- | -------------------------------- |
| ذهبية     | بطولة أمم أوروبا لكرة السلة 1987 |
| فضية      | بطولة أمم أوروبا لكرة السلة 1989 |

## روابط خارجية
- أرجيريس كامبوريس على موقع الاتحاد الدولي لكرة السلة (الإنجليزية)
- أرجيريس كامبوريس على موقع الاتحاد الدولي لكرة السلة (الإنجليزية)
- أرجيريس كامبوريس على موقع بروبوليرز (الإنجليزية)